# Вестник исторической географии
«Ве́стник истори́ческой геогра́фии» (ВИГ) — российский научный альманах по исторической географии, выходящий с 1999 года. Единственное подобное русскоязычное издание.

## История
Один из инициаторов «Вестника исторической географии», Владимир Стрелецкий, так объяснял в 2007 году причины появления альманаха:
Стремлением сблизить профессиональные позиции историков и географов, возродить историческую географию именно как целостную дисциплину, были продиктованы организация с 1996 г. научного семинара по исторической географии в Москве и выпуск трех «Вестников исторической географии».
Сергей Рассказов в своём блоге в том же году был ещё определённее:
Попыткой возродить историческую географию как целостную дисциплину стала организация в 1996 году соответствующего семинара в Москве и выпуск трёх «Вестников исторической географии», составленных в основном прикладными работами и статьями общего характера. В первом из сборников провозглашена цель на формирование исторической географии как дисциплины, сочетающей пространственный и исторический анализ, по отношению к которой собственно история и география являются вспомогательными, а не наоборот.
Основными темами второго выпуска, вышедшего в 2001 году, были историческая география границ, динамика культурных миров, историко-географические аспекты политико-территориальной организации.
Третий выпуск, вышедший в 2006 году и посвящённый памяти В. А. Пуляркина (1930—2003), был подготовлен Отделением истории географических знаний и исторической географии Московского центра Русского географического общества совместно с Научным семинаром по исторической географии при Институте географии РАН. Открывался сборник статьёй Валерия Пуляркина «Крестьянское хозяйство и его адаптационные возможности. Исторический опыт — на службу России», не публиковавшейся при его жизни, и воспоминаниями Георгия Лаппо о Пуляркине. Главными темами выпуска были — значение трудов В. А. Пуляркина для развития отечественной науки, историческая география аграрных цивилизаций и сельского хозяйства мира, цикличность и стадийность в развитии мирового хозяйства, историко-географические аспекты природопользования, вопросы исторической географии России и её регионов, историческая картография.

## Интересные факты
- Первый выпуск «Вестника исторической географии», включая обложку, был оформлен рисунками Дмитрия Замятина.

### Альманах «Вестник исторической географии»
- Вестник исторической географии. Вып. 1. — Смоленск: Издательство Смоленского гуманитарного университета, 1999. — 162 с. — 200 экз.
- Вестник исторической географии. Вып. 2 / Отв. ред. Д. Н. Замятин. — М.—Смоленск: Ойкумена, 2001. — 176 с. — 200 экз. — ISBN 5-93520-006-6
- Вестник исторической географии. Вып. 3 / Отв. ред. В. Н. Стрелецкий. — М.: Эслан, 2006. — 334 с. — 500 экз. — ISBN 5-94101-143-1

### Об альманахе «Вестник исторической географии»
- Д. З. Рецензия на книгу: Вестник исторической географии. № 2. — М.-Смоленск: Ойкумена, 2001. — 176 с. // НГ Ex libris. — 2001. — 23 августа.
- Стрелецкий В. Н. Историческая география и регионалистика: пути и перспективы взаимодействия // Псковский регионологический журнал. — 2007. — № 5. — С .3—13.